# 루슬란 민가조프
루슬란 카밀리예비치 민가조프(투르크멘어: Ruslan Kamilýewiç Mingazow, 1991년 11월 23일 ~ )는 투르크메니스탄의 축구 선수로 현재 홍콩 프리미어리그의 킷치 SC에서 미드필더로 활약하고 있다.

## 클럽 경력

### FC 아시가바트
2007년 FC 아시가바트 소속으로 프로에 데뷔하여 2009년까지 리그 61경기 19골을 터뜨리며 2007년 투르크메니스탄 슈퍼컵 우승, 2008년 요카리 리가 우승, 2009년 투르크메니스탄 프레지던트컵 4강 진출 등에 이바지했다.

### 유럽 리그

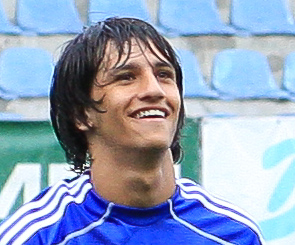
스콘토 FC 소속 시절 (2010년)

이후 2009 시즌을 앞두고 자국 리그를 떠나 라트비아 비르스리가의 스콘토 FC 이적을 통해 유럽 무대에 진출하여 2014 시즌까지 통산 131경기 38골의 기록으로 2010 시즌 리그 우승, 2011-12 시즌 라트비아컵 우승, 2010-11 시즌 발트 리그 우승, 리그 3회 연속 준우승(2012, 2013, 2014), 2013-14 시즌 라트비아컵 준우승 등에 공헌하며 유럽 무대에 성공적으로 정착했다.
그리고 2014 시즌을 마치고 체코 포르투나 리가의 FK 야블로네츠로 이적하여 2015-16 시즌까지 55경기 13골을 기록하며 2014-15 시즌 리그 3위, 체코컵 2회 연속 준우승(2014-15, 2015-16)에 이바지했고 2016-17 시즌을 앞두고 슬라비아 프라하로 이적하여 2016-17 시즌 리그 우승을 맛보았으나 2017-18 시즌에는 단 3경기 출장에 그친 후 FK 믈라다볼레슬라프로 임대 이적하여 8경기 2골을 기록했다.
그 뒤 FK 프르지브람으로 2번째 임대 이적을 떠나 리그 20경기 4골을 기록한 후 2019년 5년간의 체코 생활을 마치고 카자흐스탄 프리미어리그의 이르티시 파블로다르로 이적하여 2020 시즌까지 13경기 2골을 기록한 뒤 같은 해 샤흐테르 카라간디로 이적하여 13경기 3골을 기록했으며 2021 시즌을 앞두고 같은 리그의 FC 카스피로 둥지를 틀어 리그 20경기 5골을 기록했다.

### 킷치 SC
12년간의 유럽 리그 생활을 마무리한 뒤 2022-23 시즌을 앞두고 홍콩 프리미어리그의 강호 킷치 SC로 이적하여 킷치 유니폼으로 갈아입자마자 2022-23 시즌 공식전 32경기 24골의 폭발적인 득점력으로 팀의 트레블(리그, FA컵, 시니어 챌린지 실드 우승) 달성, 2022년 AFC 챔피언스리그 16강 진출 등에 기여했고 특히 2022-23 시즌 리그 18경기에서 17골의 막강한 공격력을 과시하며 전직 K리거이자 팀 동료인 데얀 다먀노비치, 리만 FC의 브라질 출신 용병 에베르통 카마르구와 함께 공동 득점왕에 올랐다.

## 국가대표팀 경력

### 투르크메니스탄 U-23 대표팀
투르크메니스탄 U-23 대표팀 소속으로 2010년 아시안 게임에 참가하여 8강에 올랐던 1998년 이후 12년만의 아시안 게임 16강 진출이자 U-23 대표팀 첫 16강 진출에 일조했다.

### 투르크메니스탄 A대표팀
2009년 4월 14일 몰디브와의 2010년 AFC 챌린지컵 예선 B조 1차전에서 투르크메니스탄 성인대표팀 소속으로 국제 A매치 데뷔전을 치렀고 이틀 후 부탄과의 2차전에서 A매치 데뷔골을 터뜨리며 팀의 2연속 AFC 챌린지컵 본선 진출에 일조했다.
그리고 2010년 AFC 챌린지컵 본선 엔트리에 합류하여 비록 득점은 기록하지 못했지만 팀의 AFC 주관 대회 역사상 최고 성적인 준우승의 성과를 거두었고 이후 2012년 AFC 챌린지컵 본선에서 1골을 기록하며 팀의 2연속 준우승에 일조했으며 대만과의 2019년 AFC 아시안컵 3차 예선 E조 1차전에서도 득점을 기록하며 투르크메니스탄의 15년만의 아시안컵 본선 진출에 일조했다.

## 수상

### 클럽
FC 아시가바트
- 요카리 리가 : 우승 (2008)
- 투르크메니스탄 슈퍼컵 : 우승 (2007)
- 투르크메니스탄 프레지던트컵 : 4강 (2009)

 스콘토 FC
- 비르스리가 : 우승 (2010), 준우승 (2012, 2013, 2014)
- 라트비아 풋볼컵 : 우승 (2011-12), 준우승 (2013-14)
- 발틱 리그 : 우승 (2010-11)

 FK 야블로네츠
- 포르투나 리가 : 3위 (2014-15)
- 체코컵 : 준우승 (2014-15, 2015-16)

 슬라비아 프라하
- 포르투나 리가 : 우승 (2016-17)

 킷치 SC
- 홍콩 프리미어리그 : 우승 (2022-23)
- 홍콩 FA컵 : 우승 (2022-23), 4강 (2023-24)
- 홍콩 시니어 챌린지 실드 : 우승 (2022-23, 2023-24)
- 홍콩 사플링컵 : 준우승 (2023-24)
- 홍콩 프리미어리그 커미티컵 : 우승 (2023-24)

### 국가대표팀
투르크메니스탄
- AFC 챌린지컵 : 준우승 (2010, 2012)

### 개인
- 홍콩 프리미어리그 득점왕 : 2022-23 (17골 / 데얀 다먀노비치, 에베르통 카마르구와 공동 수상)